# سفارت بلژیک در لندن
سفارت بلژیک در لندن (به انگلیسی: Embassy of Belgium) یک منطقهٔ مسکونی و نمایندگی سیاسی این کشور در بریتانیا است که در شهر وست‌مینستر واقع شده‌است.